# استنلی بیکن
استنلی بیکن (انگلیسی: Stanley Bacon; ‏۱۳ اوت ۱۸۸۵ – ۱۳ اکتبر ۱۹۵۲) کشتی‌گیر اهل انگلستان بود که در بازی‌های المپیک موفق به کسب ۱ مدال طلا شد.